# Horseshoe Bay (Ross-Insel)
Die Horseshoe Bay (englisch für „Hufeisen-Bucht“) ist eine kleine Bucht an Nordseite von Kap Royds auf der antarktischen Ross-Insel. 
Entdeckt wurde sie durch Teilnehmer der Discovery-Expedition (1901–1904) unter der Leitung des britischen Polarforschers Robert Falcon Scott. Benannt ist sie nach ihrer Form. 